# NGC 4263
NGC 4263 (NGC 4265) é uma galáxia espiral (Sb) localizada na direcção da constelação de Corvus. Possui uma declinação de -12° 13' 32" e uma ascensão recta de 12 horas, 19 minutos e 42,2 segundos.
A galáxia NGC 4263 foi descoberta em 27 de Março de 1786 por William Herschel.